# 冬季ねあ
冬季 ねあ（ふゆき ねあ）は、日本の漫画家。主に、『月刊ガンガンWING』（スクウェア・エニックス）で活動。

## 漫画作品
- 1999年2月1日発売  ガンガンWINGコミックス『ファイアーエムブレム 光をつぐもの 1』
- 1999年11月1日発売  ガンガンWINGコミックス『ファイアーエムブレム 光をつぐもの 2』
- 2000年7月1日発売  ガンガンWINGコミックス『ファイアーエムブレム 光をつぐもの 3』
- 2001年3月1日発売  ガンガンWINGコミックス『ファイアーエムブレム 光をつぐもの 4』
- 2001年9月1日発売  ガンガンWINGコミックス『ファイアーエムブレム 光をつぐもの 5』
- 2002年4月1日発売  ガンガンWINGコミックス『JINX』
- 2003年3月1日発売  ガンガンWINGコミックス『天眷御伽草子 1』
- 2003年12月27日発売  ガンガンWINGコミックス『天眷御伽草子 2』
- 2004年9月27日発売  ガンガンWINGコミックス『天眷御伽草子 3』
- 2005年4月27日発売  ガンガンWINGコミックス『天眷御伽草子 4』
- 2006年8月26日発売  ガンガンWINGコミックス『Ark 1』
- 2007年1月27日発売  ガンガンWINGコミックス『Ark 2』
- 2007年8月27日発売  ガンガンWINGコミックス『Ark 3』